# Rosa 'Ispahan'
Rosa 'Ispahan' — сорт Старых садовых роз (англ. Old Garden Rose) класса Дамасские розы (англ. Damask).
Синонимы: 
- 'Pompon des Princes'
- 'Rose d'Ispahan'[1].

Исфахан — город в Иране на берегу реки Заянде. В XVI веке при шахе Аббасе I Великом (1587—1629) был столицей Сефевидов. Во время его правления в Исфахане были парки, библиотеки и мечети, изумляющие европейцев. Персы называли город Нисф-е-Джахан, что означает «половина мира», давая тем самым понять, что увидеть Исфахан — все равно что увидеть половину мира.

## Распространение
Встречается в диком виде в Иране, на холмах между Ширазом и старым торговым центром Караван Исфахан. В Ширазе встречаются в частных садах.

## Биологическое описание
Высота куста 120—245 см, ширина около 60—150 см.
Цветки махровые, розовые.
Лепестков 17—25.
Цветение однократное.
Аромат сильный.

## В культуре
Зоны морозостойкости (USDA-зоны): от 3b (−34.4 °C… −37.2 °C) до 9b (−1.1 °C… −3.9 °C).
Сорт имеет высокую устойчивость к заболеваниям.

## Награды
- Dowager Rose Queen (ARS), Rogue Valley Rose Society Show, 1998
- Award of Garden Merit (RHS/RNRS), Royal Horticultural Society Show, 1993[1]